# Егорова, Полина Алексеевна
Поли́на Алексе́евна Его́рова (родилась 25 февраля 2000, Салават) — российская пловчиха, специализирующаяся в плавании на спине и баттерфляем. Она является шестикратной чемпионкой Европейских игр в Баку (2015) и трёхкратной чемпионкой юношеских Олимпийских игр (2018).

## Карьера
Полина Егорова родилась в Салавате 25 февраля 2000 года. Её тренером является Ханиф Шафиков, под чьим руководством пловчиха получила статус мастера спорта международного класса.
Полина выступала на первых Европейских играх 2015, проходивших в азербайджанском Баку. Она стала шестикратной чемпионкой, выиграв две медали в правании на спине (100 и 200 метров), две — баттерфляем (50 и 100 метров), и ещё две, участвуя в эстафетах.
Егорова участвовала в чемпионате Европы, проходившем в 2015 году в Нетании. Она заняла там лишь девятое место, но благодаря тому, что попала в сборную России и участвовала на международных соревнованиях, получила статус мастера спорта международного класса.
Пловчиха участвовала в чемпионате России 2018 года, став четвёртой на дистанции 100 метров на спине, при этом выполнив норматив для участия в чемпионате Европы. Также Полина участвовала на дистанции вдвое длиннее, завоевав там бронзовую медаль. Чемпионат Европы в 2018 году проходил в Глазго в составе объединённого летнего чемпионата, Егорова участвовала там на четырёх личных дистанциях, однако ни на одной не получилось завоевать путёвку в финал. Полина в плавании на спине стала 21-й на дистанции 50 метров, 18-й на «стометровке» и 17-й на 200 метрах. Также россиянка выступала на дистанции 100 метров баттерфляем, став лишь 28-й.

### Летние юношеские Олимпийские игры 2018
В октябре 2018 года Полина Егорова вошла в состав сборной в юношеские Олимпийские игры в Буэнос-Айресе, где заявлена на четыре личные дисциплины: 100 и 200 метров на спине, 50 и 100 метров баттерфляем.
7 октября Полина выступала в предварительном раунде «стометровки» на спине, выиграла свой заплыв, заняв суммарное третье место, и завоевала путёвку в полуфинал, который состоялся вечером того же дня. Егорова выиграла свой заплыв, показав лучший результат среди 16 пловчих (1.00,92), таким образом пройдя в финальный заплыв. Также перед началом вечерней сессии стало известно, что российские пловцы произвели замену всех четырёх пловцов в составе смешанной эстафетной команды (4×100 метров вольным стилем) после квалификации, и Полина Егорова будет участвовать в финале на третьем этапе. Сборная России в составе Полины Егоровой, Андрея Минакова, Елизаветы Клеванович и мирового рекордсмена Климента Колесникова стали первыми с результатом 3.28,50, при этом «золото» получили сразу восемь российских пловцов.
На следующий день, 8 октября, Полина участвовала в финале дистанции 100 метров на спине и заняла четвёртое место, уступив 0,8 секунды другой россиянке Дарье Васькиной, которая стала чемпионкой. Спустя час, Полина участвовала в финале комбинированной эстафеты 4 по 100 метров, где россиянки завоевали бронзовые медали, а сама Егорова плыла третий этап (баттерфляем).
9 октября в утренней сессии Полина завоевала путёвку в полуфинал 50-метровой дистанции баттерфляем, заняв в первом раунде восьмое место среди всех участниц с результатом 27,43 секунды. Также с восьмым временем Егорова стала финалисткой на дистанции 200 метров на спине. Вечером в финале на этой дистанции она заняла лишь последнее, восьмое место. Также Полина участвовала в полуфинальном заплыве на дистанции 50 метров баттерфляем и заняла в нём пятое место, став седьмой среди участниц двух заплывов с результатом 26,98 секунды, что дало ей право участия в финале 10 октября.
10 октября Егорова завоевала «бронзу» на дистанции 50 метров баттерфляем, разделив третье место с немкой Ангелиной Кёлер. Выше Полины оказались только шведка Сара Юневик и белоруска Анастасия Шкурдай, а для россиянки эта медаль стала третьей на Играх. Сама пловчиха отметила, что для неё медаль на этой дистанции оказалась неожиданной.
В предпоследний день соревнований, 11 октября, Полина Егорова выступала в отборочных соревнованиях на дистанции 100 метров баттерфляем, выиграв и предварительный, и полуфинальный заплывы. Таким образом, россиянка завоевала путёвку в финал, который состоится в последний день плавательного турнира, 12 октября. В вечерней сессии Полина участвовала в эстафете 4 по 100 метров вольным стилем в одной команде с Дарьей Васькиной, Анастасией Макаровой и Елизаветой Клеванович. Россиянки завоевали золотые медали, а Егорова стала двукратной чемпионкой юношеских Олимпийских игр в Буэнос-Айресе.
Можно сказать, разогналась к последнему дню Игр, удалось завоевать личное золото. Я очень рада, что выступила здесь. Это последний мой старт за юношескую сборную. Я, в принципе, еще год назад попрощалась с юношеской командой, а теперь вот… допрощалась
В последний день плавательного турнира юношеских Игр в Буэнос-Айресе, Полина Егорова завоевала третье «золото», на этот раз личное на дистанции 100 метров баттерфляем, преодолев дистанцию за 59,22 секунды. В заключительном финале юношеского олимпийского турнира, Егорова завоевала серебряные медали с Климентом Колесниковым, Анастасией Макаровой и Андреем Минаковым в составе комбинированной смешанной эстафеты, уступив только китайским пловцам. При этом пловчиха отметила, что для неё баттерфляй не является приоритетным стилем, а работать больше приходится с плаванием на спине, а турнир в Аргентине стал для неё последним стартом среди юниоров. Также Полина рассказала, что конкуренция на взрослом уровне значительно выше, и сказать, в каком виде получится себя лучше проявить, затруднительно для неё в настоящий момент.